# Solnhofen
Solnhofen là một đô thị trong huyện Weißenburg-Gunzenhausen ở vùng Franconia, bang Bayern thuộc nước Đức.